# بئر خللو
بئر خللو قرية سوريّة تتبع إداريّاً لمحافظة حلب منطقة منبج ناحية مركز منبج، بلغ تعداد سكانها 846 نسمة حسب التعداد السكاني لعام 2004.